# Клуб інтернаціональної дружби
Клуб інтернаціональної дружби (КІД, інтерклуб), у колишньому СРСР — добровільне товариство, що існувало практично при всіх радянських навчальних закладах та палацах піонерів, метою якого були внутрішньосоюзні і міжнародні контакти з однолітками.
КІДи в середніх загальноосвітніх школах обмежувалися, здебільшого, листуванням з різними школами в інших союзних республіках і в так званих соціалістичних країнах (країнах Східного блоку), де теж існували подібні клуби. Керівниками і кураторами таких клубів виступали, як правило, вчителі іноземних мов.
У вищих навчальних закладах КІДи були більш самостійними і більш чітко оформленими організаціями (що діяли при комітетах комсомолу). Очолювалися вони, як правило, президентами, що обиралися з числа студентів-старшокурсників. Іноді кураторами виступали представники відділу міжнародних зв'язків чи викладачі з кафедри/факультету іноземних мов. Метою таких клубів було не тільки листування з іншими ВНЗ, а й безпосередні контакти між студентами різних ВНЗ та обмін делегаціями (організація фестивалів інтернаціональної дружби, спільних будзагонів, студентських конференцій та семінарів на суспільно-політичну тематику і т . п.).
Після розпаду СРСР більшість КІДів припинили своє існування. У ряді ВНЗ у кінці 1990-х — початку 2000-х років вони відродилися як незалежні клуби студентської молоді, головною метою яких є організація різних заходів (виїзди на природу, дискотеки, фестивалі, ярмарки тощо).
Аналогічні клуби діють нині в університетах Німеччини, Австрії, Великої Британії та інших країн Західної Європи (головним чином, при міжнародних академічних центрах), де вони слугують місцем зустрічі студентів з різних країн світу, що навчаються у даному навчальному закладі.